# Клецько
Клецько (пол. Kłecko) — місто в західній Польщі, у районі Гнєзненських озер.

## Демографія
Демографічна структура станом на 31 березня 2011 року:
|          | Загалом | Допрацездатний вік | Працездатний вік | Постпрацездатний вік |
| -------- | ------- | ------------------ | ---------------- | -------------------- |
| Чоловіки | 1286    | 285                | 906              | 95                   |
| Жінки    | 1398    | 270                | 878              | 250                  |
| Разом    | 2684    | 555                | 1784             | 345                  |